# ルポ2世 (ガスコーニュ公)
ルポ2世 (フランス語: Loup II de Vasconie  英語: Lupo II of Gascony 778年没) は、歴史上知られている3人目のヴァスコニア（ガスコーニュ）公(dux Vasconum or princeps)。769年の記録から登場する。ルポ2世の出自、系統については学術的な議論が続いている。

## 生涯
769年、フランク王国のカール1世とカールマンに対する最後のアクィタニア反乱が鎮圧され、アクィタニア公ウナール1世がヴァスコニアに逃れてきた。ウナール1世の同盟者だったルポ2世は、彼にヴァスコニア軍を貸し与えた。しかしルポ自身はカール大帝の支配を覆そうとは考えておらず、自らは領地にとどまりカール大帝の宗主権を認めていた。
ルポ2世はバスク人であったとされるが、フランク人、ガロ・ローマ人（アクィタニア人）だったとする説もある。ルポ ("狼", バスク語: otsoa)という名は、中世初期のバスク地方では一般的な男性名だった。彼はピピン3世によって任命された統治者だったが、任地で住民によって公に選出されたとみられる。彼の勢力圏がどこまで及んでいたかは不明である。769年以降アクィタニア全土を支配したといわれているが、これは信憑性が低い。彼の時代のヴァスコニア公国の国境はアジャンにあったことから、実際の国境線はガロンヌ川であると考えられている。ボルドーはルポ2世の領土ではなく、カロリング宮廷が任命した伯が支配していた。南方のピレネー山脈がルポ2世の支配下にあったかどうかも定かでないが、カロリング朝の著述家アインハルトがロンスヴォーの戦いにおけるこの地域のバスク人の「裏切り」に言及していることから、元からピレネー山脈のバスク人はルポ2世のもとでフランク王国の宗主権下にあったと考えられる。一部の歴史家は、この戦いでのローラン急襲にルポ2世が関与していたと考えている。
ルポ2世はおそらく778年に死去した。

## 系譜
彼と彼以前・以後のアクィタニア公やヴァスコニア公との関係は不明である。父称を利用して彼の子孫を推定する説が正しければ、系譜を容易にたどることができる。これによれば、ルポ2世の息子にサンシュ、スガン、サンチュール、ガルサンドという4人がいる。この4兄弟はガスコーニュを共同統治したとされるが、ガルサンドは819年にトゥールーズ伯ベランジェとの戦闘で戦死したため、ガスコーニュ公の中に入れないこともある。またルポ2世は、初代トゥールーズ伯トルソーの時代に活躍したガスコーニュのアダルリックの父にも比定されている。